# 有研科技集团
有研科技集团有限公司，原名北京有色金属研究总院，简称有研总院，创建于1952年11月，是中国有色金属行业规模最大的国家级研究开发机构，同时也是国务院国资委管理的中央企业。
旗下拥有研半导体材料股份有限公司、有研亿金新材料股份有限公司、有研稀土新材料股份有限公司、有研粉末新材料（北京）有限公司、北京国晶辉红外光学科技有限公司、国瑞电子材料有限公司、北京康普锡威焊料有限公司等控股公司。

## 历史
北京有色金属研究总院前身为1952年11月27日成立的有色金属工业试验所，由原重工业部综合工业试验所筹备处改组设立。1955年，改为冶金部有色金属工业综合研究所。1958年1月，有色金属工业综合研究所升格为有色金属研究院。1979年，更名为有色金属研究总院，直属冶金工业部领导。1983年4月，中国有色金属工业总公司成立，划归总公司管理。1983年11月，更名为北京有色金属研究总院。1999年7月1日，有研总院转为中央直属企业。2000年1月26日，在国家工商局注册为企业法人。
2017年12月，公司经过改制后更名为有研科技集团有限公司。